# Ancienne église Saint-Hippolyte de Paris
Pour les articles homonymes, voir Église Saint-Hippolyte.
L'ancienne église Saint-Hippolyte de Paris est un ancien lieu de culte catholique du  faubourg Saint-Marcel dans l'actuel quartier de Croulebarbe du 13e arrondissement de Paris. 

## Situation
Elle s'élevait à l'extrémité orientale de la partie de la rue Saint-Hippolyte qui a été supprimée au milieu du XIXe siècle. Son emplacement correspond au no 12 de l'actuel boulevard Arago. Cette église disparue ne doit pas être confondue avec l'actuelle église Saint-Hippolyte de Paris, construite au début du XXe siècle sur l'avenue de Choisy.

## Historique

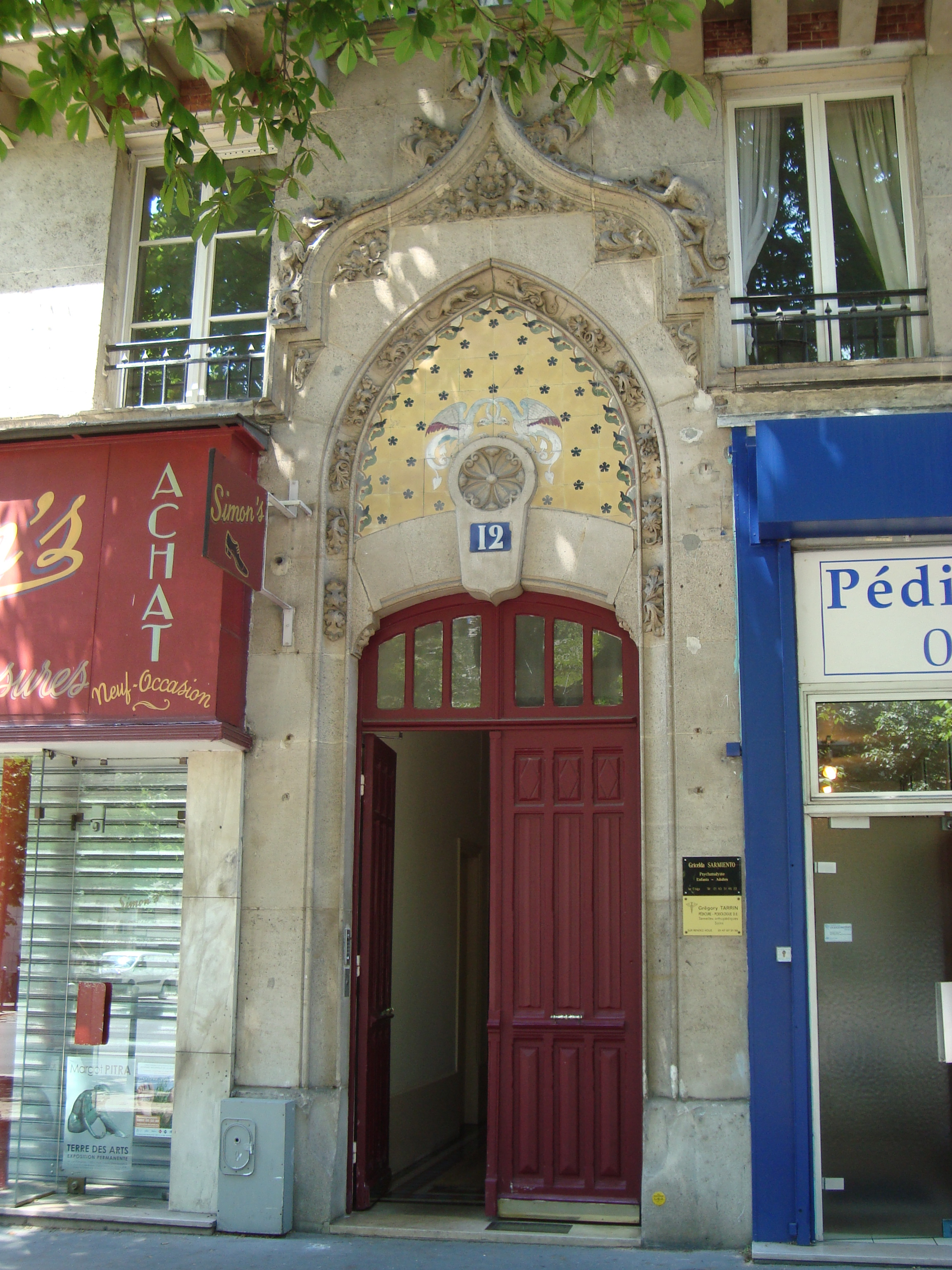
Le 12 bd Arago, dernier vestige de l'ancienne église Saint-Hippolyte.

En dernier lieu, l'ancienne église paroissiale Saint-Hippolyte occupait le côté sud de la rue Saint-Hippolyte entre la rue des Marmousets,, et l'ancien carrefour Saint-Hippolyte.
Une chapelle est mentionnée sur ce site en 1158 dans une bulle pontificale d'Adrien IV. Elle dépendait du chapitre de la collégiale Saint-Marcel. Elle devient église paroissiale au début du XIIIe siècle. L'église est reconstruite au XVIe siècle, à l’exception de la nef. Le maître-autel est dessiné par Charles Le Brun.
Vendue comme bien national le 3 août 1793, elle est détruite en 1807. Ce qui en restait est rasé lors du percement du boulevard Arago et du boulevard de Port-Royal dans les années 1850-1860. Un fragment de portail est visible au 12, boulevard Arago.

## Description
L'église Saint-Hippolyte, grâce à la proximité de la manufacture des Gobelins, avait une décoration importante.
Le maître-autel avait été dessiné sur les dessins de Le Brun. Il était surmonté d'un tableau du même peintre représentant l'apothéose de saint Hippolyte. Un autre tableau de Le Brun ornait une chapelle. On trouvait également des tableaux de Le Sueur et de Charles-Michel-Ange Challe, dont le frère Simon avait sculpté la chaire. Une frise sculptée de motifs animaliers entourait un gros pilier.
Les seules images de l'église semblent être des dessins réalisés juste avant le percement du boulevard Arago par Aglaüs Bouvenne et publiées dans un article de la Revue de l'art chrétien en 1861 puis dans une notice plus développée publiée en 1866.

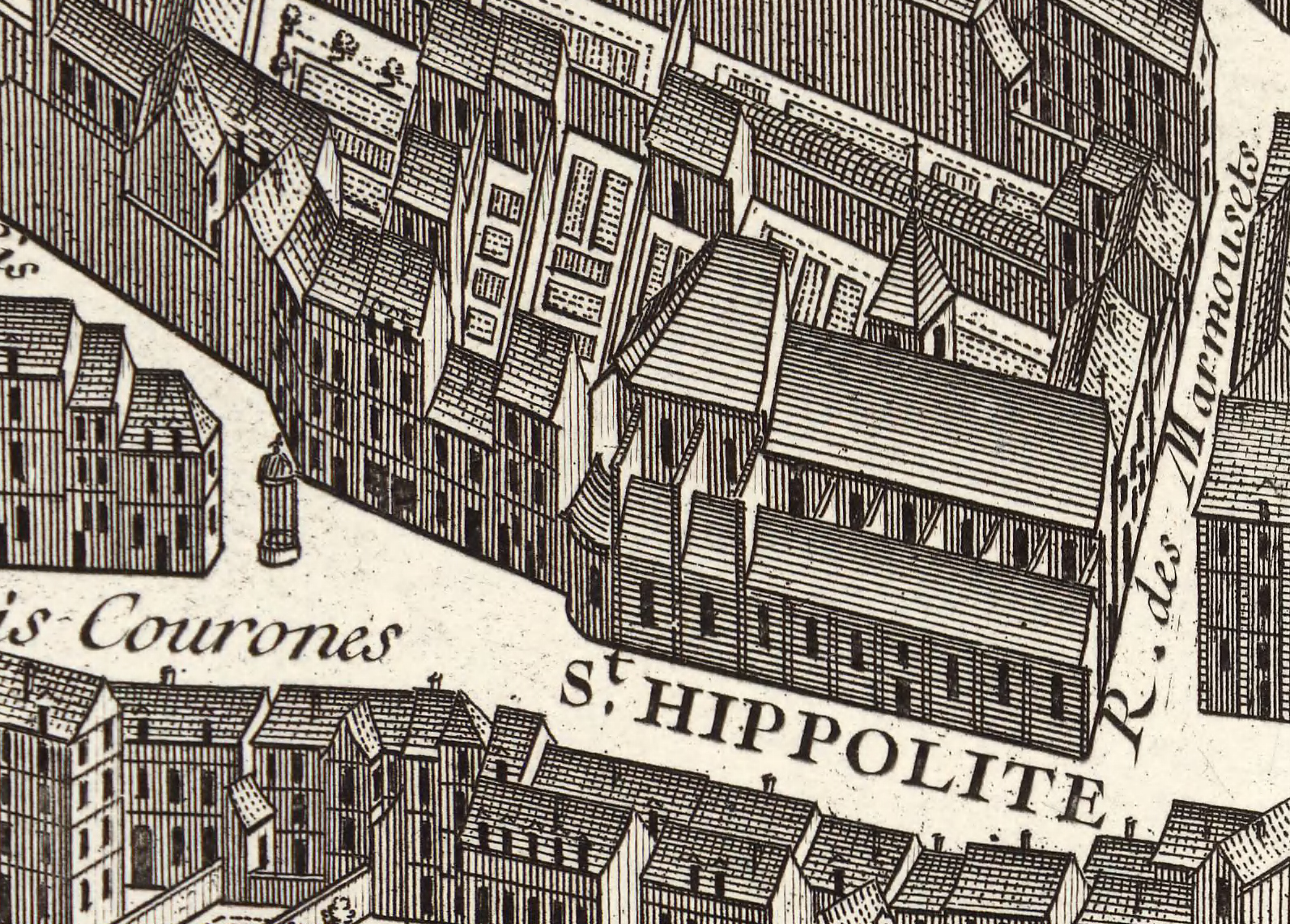
L'église Saint-Hippolyte sur le plan de Turgot (1739).
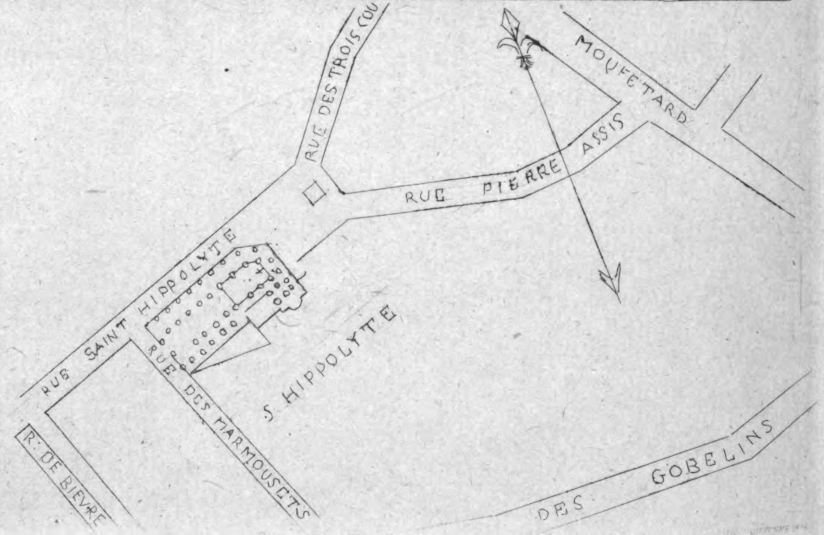
Emplacement de l'église[6].
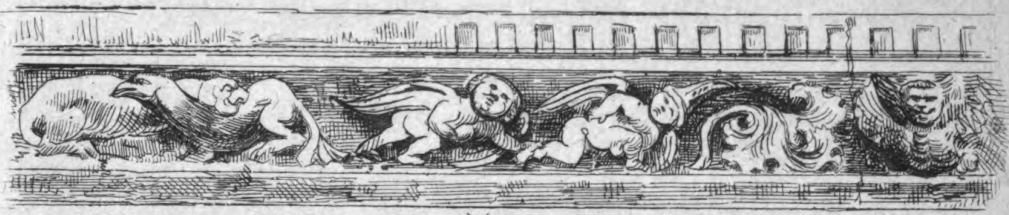
Frise entourant un pilier de l'église[6].

## Événements liés à l'ancienne paroisse Saint-Hippolyte de Paris
Saint-Hippolyte était la paroisse des habitants de la manufacture des Gobelins, ce qui explique le grand nombre d'actes concernant des tapissiers et autres artisans dans les registres.

### Mariages et baptêmes
- 1665. Mariage. Philippe Caffieri (1634-1716), sculpteur ordinaire des meubles de la couronne d'origine napolitaine épouse, peu après avoir été naturalisé français, le 20 juillet 1665 Françoise Renaullt de Beauvallon (1640-1714), cousine germaine de Charles Le Brun[8] ;
- 1670. Mariage. Adriaen Frans Boudewyns (1644-1711), peintre et graveur bruxellois épouse le 12 janvier 1670 en secondes noces Barbara Van der Meulen, la sœur d'Adam François van der Meulen[9],[10] ;
- 1672. Mariage. François Bonnemer (1638-1689), peintre ordinaire du roi épouse le 8 février 1672 Catherine Mosin, fille de Jean Mosin, tapissier ordinaire du roi, avec pour témoins Charles Le Brun, premier peintre du Roy, directeur général des manufactures royales et Jean-Baptiste Tuby, sculpteur italien naturalisé français en 1672, actif à Versailles[11] ; il est inhumé à Saint Hippolyte le 10 juin 1689 après être décédé à l'hôtel des manufactures royales des Gobelins en présence de Jean Mosin, son beau-père, de Pierre Mosin, marchand-sellier et de Guillaume Le Gros, tous deux beaux-frères du défunt[11] ;
- 1732. Mariage. Michel Audran (?-1771), « tapissier ordinaire du Roy en la Manufacture des Goblins, fils de Jean [Audran], graveur ordinaire du Roy, demeurant aux Goblins, et de feue Marie Dassier » épouse le 13 octobre 1732 Marie-Agnes Chambonnet, « fille d'Antoine Chambonnet, maistre teinturier du grand et bon teint, demeurant rue Goblins », avec pour témoins du futur époux entre autres Claude Audran, « peintre des Bastimens du Roy, demeurant au Luxembourg, paroisse Saint-Sulpice » et « Benoist Audran, graveur aux Goblins. »[12]
- 1754. Baptême. Pierre Charles L'Enfant (1754-1825), architecte de la ville de Washington, le 2 août 1754.

### Personnalités inhumées
Outre de nombreux membres de la famille Gobelins, plusieurs personnalités, notamment artistes, ont été inhumés dans l'église :
- 1689 : François Bonnemer (1644-1689), mort à l'hôtel des manufactures royales des Gobelins est inhumé le 10 juin 1689 (voir ci-dessus aux mariages de 1672) ;
- 1690 : Van der Meulen (1632-1690), peintre[13] ;
- 1708 : Michel II Corneille (1642-1708), peintre[13] ;
- 1728 : Marin Marais, musicien du roi et compositeur reconnu;
- 1733 : François Jullienne († 1733), manufacturier, est inhumé en février 1733 dans la crypte de l'église ; pour son neveu Jean décedé en 1766 voir ci-dessous ;
- 1735 : Jean-Baptiste Martin[13] (1659-1735), peintre et directeur de la manufacture des Gobelins ;
- 1740 : Gabriel Audran (1659-1740), peintre et sculpteur, inhumé le 15 mars 1740[14], lendemain de son décès survenu en l'hôtel royal des Gobelins chez son frère  ;
- 1742 : Pierre-Denis Martin (1663-1742) est inhumé le 6 avril 1742, lendemain de son décès survenu aux Gobelins où il logeait[15] ;
- 1766 : Jean de Jullienne (1686-1766)[13], marguillier d'honneur de l'église, est inhumé au pied de l'autel de la chapelle Saint-Michel le 21 mars 1766, son épouse, Marie-Louise de Brécey le rejoint en mai 1778. Voir aussi le décès de son oncle François Jullienne († 1733), ci-dessus ;